# Jonas Gahr Støre
Jonas Gahr Støre (/ˈjùːnɑs gɑ‿ˈʂtø̂ːrə/, né le 25 août 1960), est un homme d'État norvégien, président du Parti travailliste (Ap) et Premier ministre depuis le 14 octobre 2021.

## Biographie

### Origines familiales
Jonas Gahr Støre est le fils du courtier en transport maritime Ulf Jonas Støre (1925–2017) et de la bibliothécaire Unni Gahr (1931–2021). Sa famille dispose d'une fortune assez importante, en grande partie issue de la vente en 1977 par son grand-père maternel, Johannes Gahr (1895-1983), de l'entreprise Jøtul qu'il dirigeait depuis 1927. Du côté paternel, les Støre étaient des fermiers influents du comté de Trøndelag au XIXe siècle. Son arrière-grand-père, Paul Edvart Støre (1838-1910), a été maître d'école, maire et député conservateur au Storting pour Levanger. Enfin, son grand-père paternel, Jonas Henry Støre (1888-1974), un important dirigeant d'entreprise dans les domaines de la mine, de l'énergie et de la finance, en présidant le fabricant d'explosif Norsk Sprængstofindustri ou encore la Christiania Bank (alors la 2e plus importante du pays). Jonas Gahr Støre est lui-même millionnaire, à la tête en 2021 d'un capital estimé à 14 millions d'euros.

### Enfance et éducation
Støre grandit dans le quartier de Ris, dans le district de Vestre Aker à l'extrémité nord-ouest d'Oslo. Il suit les cours de la Berg videregående skole (école secondaire supérieure Berg) qui prépare au baccalauréat international, dans le district voisin de Nordre Aker. Ensuite, il est formé en tant qu'officier de la Marine à l'Académie royale navale norvégienne dans le district de Laksevåg à Bergen.
Puis, il poursuit par des études à l'étranger. Il a ainsi étudié pendant cinq ans les relations internationales à l'Institut d'études politiques de Paris (IEP Paris plus connu sous le nom de « Sciences Po ») dont il sort diplômé en 1985,. Pendant ses années à Paris, il milite pour soutenir la cause des refuznik juifs en URSS. Il a également été inscrit en doctorat à la London School of Economics, mais a abandonné au bout de quelques semaines. Il parle couramment français et anglais.

### Début de carrière universitaire
En 1986, Støre est brièvement chargé d'enseignement au Harvard Negotiation Project de la faculté de droit de Harvard. De 1986 à 1989, il est chercheur au Bedriftøkonomisk Institutt (BI, « Institut d'Économie Managériale »), travaillant sur le projet Scenarier 2000 avec le sociologue Andreas Hompland et l'économiste Petter Nore. Mais, rapidement, il se rapproche du monde politique au sein duquel il fera le reste de sa carrière.

### Vie privée
Støre épouse en 1988 Marit Slagsvold (née en 1962) dans la Flosta kirke (église Flosta) d'Arendal. Celle-ci a suivi une carrière de sociologue au Høgskolen i Oslo (Collège supérieur d'Oslo), travaillant sur l'inclusion sociale des jeunes et plus spécifiquement l'amitié, avant d'étudier la théologie pour être ordonnée en 2021 ministre du culte de l'Église de Norvège par l'évêque luthérienne d'Oslo Kari Veiteberg. Elle exerce depuis son ministère dans la paroisse d'Uranienborg à Oslo. Støre est lui-même un luthérien pratiquant. Ensemble, ils ont eu trois fils, scolarisés dans l'école Waldorf d'Oslo localisée dans le district de Vestre Aker.

## Parcours politique

### Ministre de Jens Soltenberg
Le 17 octobre 2005, il est nommé ministre des Affaires étrangères du second gouvernement de Jens Stoltenberg, occupant ce poste jusqu'au 21 septembre 2012. Ce jour, il est nommé ministre de la Santé et des Soins, position qu'il occupe jusqu'en octobre 2013.

### Chef de l'opposition travailliste
Støre est président du Parti travailliste depuis juin 2014, en remplacement de Jens Stoltenberg.
Il est le leader du Parti travailliste aux élections législatives de septembre 2017. Il est défait par la coalition de droite menée par la première ministre sortante : Erna Solberg.

### Premier ministre
Lors des élections législatives de 2021, le Parti travailliste arrive en tête avec 48 sièges, emmené par Jonas Gahr Støre et le plaçant comme futur Premier ministre.
Le 14 septembre, le Parti travailliste, le Parti du centre et le Parti socialiste de gauche ouvrent des discussions préliminaires pour explorer la possibilité d'un gouvernement commun. Les socialistes annoncent se retirer de ces échanges le 29 septembre suivant et passer dans l'opposition, dénonçant l'absence de base pour former un exécutif « rouge-vert » et laissant de facto en minorité un gouvernement emmené par les travaillistes. Quelques heures plus tard, ces derniers annoncent lancer de véritables négociations de coalition avec les centristes, précisant qu'ils seront à la tête du futur exécutif norvégien.
Le 8 octobre, Jonas Gahr Støre annonce avoir conclu un accord de coalition avec le Parti du centre pour former un gouvernement minoritaire, avec 76 sièges sur 169. Il succède officiellement à la conservatrice Erna Solberg le 14 octobre 2021,.
Son gouvernement est fragilisé par plusieurs scandales, conduisant à la démission de quatre ministres. La ministre du Travail, Hadia Tajik, démissionne en mars 2022, après avoir reconnu avoir bénéficié, une quinzaine d'années plus tôt, d'un appartement de fonction exonéré d'impôts. Un mois plus tard, c'est au tour du centriste Odd Roger Enoksen, ministre de la Défense, de quitter l'exécutif, à la suite de la révélation d'une relation extraconjugale avec une jeune femme. Le 23 juin, la ministre de la Culture, Anette Trettebergstuen, quitte également son poste. Les médias révèlent qu'elle avait nommé plusieurs proches à des fonctions publiques à haute rémunération. Enfin, en juillet 2023, le ministre de la Recherche et de l'Enseignement supérieur Ola Borten Moe, numéro deux du Parti du centre, est contraint de remettre sa démission à la suite de conflits d’intérêts concernant ses transactions financières